# Niedersayn
Niedersayn település Németországban, Rajna-vidék-Pfalz tartományban. Lakosainak száma 179 fő (2023. december 31.).

## Népesség
A település népességének változása:
| Lakosok száma | 178  | 173  | 169  | 174  | 180  | 179  |
|               | 1975 | 2017 | 2019 | 2021 | 2022 | 2023 |